# NSU 10/52 PS
La 10/52 PS è un'autovettura di fascia alta prodotta tra il 1931 ed il 1932 dalla Casa automobilistica tedesca NSU e fino al 1934 con la denominazione di NSU-Fiat 2500.

## Storia e profilo

### Contesto storico
La nascita della 10/52 PS trae le sue origini dall'ingresso della Fiat nel capitale della NSU. Un precedente si ebbe già nel 1926 quando la Casa torinese acquistò una piccola quota del capitale azionario della Casa di Neckarsulm: si era ai tempi in cui la NSU, già penalizzata da difficoltà finanziarie, era passata sotto la gestione dello spregiudicato Jakob Schapiro, gestione che però non avrebbe portato a risultati risolutivi nel bilancio della NSU. Fu così che nel 1929 la Fiat rilevò l'intero complesso di pertinenza della NSU, compresa la carrozzeria Schebera, da anni legata da un vincolo di collaborazione con la Casa di Neckarsulm, e naturalmente i due stabilimenti di Heilbronn, ormai da tempo allestiti per la produzione automobilistica.
La NSU fu quindi completamente rilevata dalla Fiat e da qui ebbe inizio un piano di ristrutturazione che portò alla progressiva eliminazione della gamma NSU prodotta fino a quel momento. Le NSU prodotte da lì in poi sarebbero anche divenute note come NSU-Fiat, un nome che sarebbe rimasto anche dopo la guerra, anche se tale fatto sarebbe stato all'origine di lunghi contenziosi legali fra la Casa italiana e quella tedesca. Ma questa è un'altra storia: nel frattempo, al Salone di Berlino del 1931, in piena crisi finanziaria globale, lo stand NSU presentò il primo modello della nuova gestione Fiat, la 10/52 PS.

### Caratteristiche
Descritta dai volantini pubblicitari come una "vettura tedesca, con qualità tedesca, materiali tedeschi e prodotta da operai tedeschi", la 10/52 PS, di fatto non era altro che una Fiat 522 prodotta su licenza della Casa madre nello stabilimento di Heilbronn. In effetti, la 10/52 nasceva su di un telaio prodotto in Italia ed inviato in Germania. Si trattava di una tradizionale struttura in acciaio a longheroni e traverse, esattamente come nella "gemella" italiana. A partire da tale base, tutto il resto veniva assemblato ad Heilbronn, in particolare la meccanica ed il gruppo motopropulsore, sebbene si rimanesse sempre fedeli alle specifiche del progetto Fiat originario. Ed allora, ecco che anche la 10/52 PS montava lo stesso 6 cilindri in linea da 2516 cm³, un'unità in grado di erogare fino a 52 CV a 3300 giri/min. Identico anche il resto della meccanica, e quindi il cambio manuale a 4 marce, le sospensioni ad assale rigido con balestre ed ammortizzatori idraulici ed i freni a tamburo idraulici sulle quattro ruote. Le carrozzerie venivano invece assemblate presso le carrozzerie Weinsberg e Drauz. Mentre la prima montava le versioni limousine, la seconda si occupava invece delle versioni cabriolet. La 10/52 PS fu prevista in due varianti di passo, vale a dire 2,775 metri e 3 metri esatti (la versione italiana prevedeva addirittura tre lunghezze differenti di interasse). Esternamente la 10/52 PS si riconosceva praticamente solo per lo stemma NSU sulla sommità del radiatore: tale stemma era di fatto identico a quello della Fiat, con la differenza che cambiava solo la scritta identificativa della Casa.
Nonostante le indubbie qualità costruttive della vettura, i risultati commerciali furono scarsi, complice ovviamente il fatto che a pochi mesi dal lancio della 10/52 PS, nel luglio 1931, la crisi finanziaria toccò in Germania il suo apice.  Ciononostante si decise di proseguire con la produzione e a partire dal 1933 la vettura venne ribattezzata NSU-Fiat 2500, sancendo così la fine del marchio NSU come entità autonoma, almeno per alcuni decenni. La produzione di questa vettura terminerà nel 1934.